# 维埃拉斯
维埃拉斯是巴西米纳斯吉拉斯州的一个市镇。总面积112.185平方公里，总人口3808人，人口密度33.9人/平方公里。